# ТВ ПМР
Перший Придністровський телеканал — сепаратистський телеканал, що працює в Молдові на території невизнаного Придністров'я. Програми виходять переважно російською, поодинокі передачі українською та молдовською мовами.

## Опис
1991 року керівництво так званої "ПМР", яку контролюють збройні формування Росії вирішило створити державне телебачення. У березні 1992 року штат редакції телебачення склав 12 осіб, а мовлення велося тільки кабельними мережами. Випуски новин транслювалися двічі, згодом — тричі на тиждень. 9 серпня 1992 канал отримав етерне мовлення. Штат збільшився до 30 осіб. 
У програмі з'явитися тижневики про спорт та літературу. 1992 року вперше вийшла в етер редакція українських програм.
Телеканал з 1992 року займається зйомками так званих "документальних фільмів" про «бойові дії з захисту суверенітету ПМР», на 1993 рік таких стрічок було відзнято 23.
1993 року — початок мовлення трьома мовами: російською, українською та молдовською. Сітка мовлення розширилася з 40 до 400 хвилин на тиждень.
1994 року з'явилися дитячі програми трьома мовами, 1995 року — молодіжні. 2000 року на каналі пройшло масштабне технічне переозброєння з переходом на цифрову техніку. В архіві зберігається 4000 годин відеоматеріалу.        
З вересня 2005 року канал «Телебачення ПМР» перейменовано в «Перший Республіканський телеканал», він активно співпрацює з російськими пропагандистськими каналами: Перший канал, ТВЦ, «Звєзда», "Мир", «Росія», «Вєсті-24».

### Директори каналу
9 серпня 1992 року — Січень 2012 року — Шульга Людмила;
Січень 2012 року — 15 грудня 2016 року — Дементьєва Ірина Олегівна; 
З 15 грудня 2016 року — Нікітенко Ігор Семенович.

## Програми

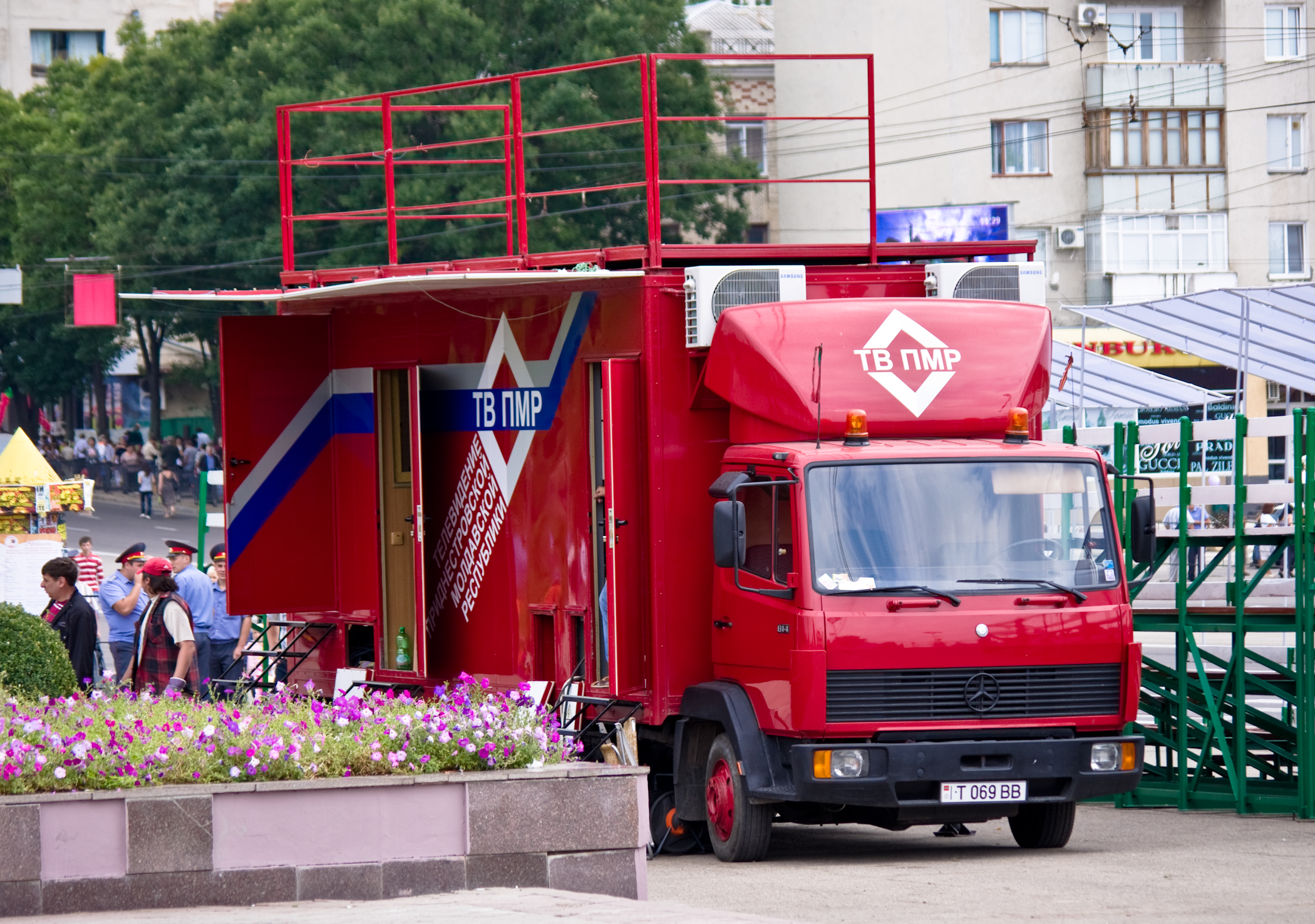
Автомобіль телеканалу, 2011 рік

### Інформаційні
- «День» («День»)
- «Огляд преси» («Обзор прессы»)
- «Місцевий час» («Время местное»)
- «Промінь»
- «Актуалитэць»
- «Депутатська година» («Депутатский час»)

### Авторські
- «Тет-а-тет флешбек» («Тет-а-тет флэшбэк»)
- «Вертикаль» («Вертикаль»)
- «Відкритий доступ» («Открытый доступ»)

### Дитячі
- «Вряу сэ штиу»
- «Клякса та Компанія» («Клякса и Компания»)
- «Дзвіночок»

### Спортивні
- «Планета футболу» («Планета футбола»)
- «Спорт-рев'ю»(«Спорт-ревю»)

### Молодіжні
- «Енергія Generation»(«Энергия Generation»)

### Розважально-познавальні
- «Столиця» («Столица»)
- «Музичні новини» («Музыкальные новости»)

### Релігійні
- «Слово пастиря» («Слово пастыря»)